# Malajczukia tropica
Malajczukia tropica är en svampart som beskrevs av Trappe & Castellano 1992. Malajczukia tropica ingår i släktet Malajczukia och familjen Mesophelliaceae.   Inga underarter finns listade i Catalogue of Life.